# Volha Sitnik
Volha Henadzyeuna Sitnik (en bielorruso: Вольга Генадзеўна Сітнік; Slutsk, Bielorrusia, 24 de enero de 1983) es una wikipedista bielorrusa. Es administradora de la Wikipedia bielorrusa en ortografía oficial, además de autora de miles de artículos y cientos de miles de ediciones. Desde abril de 2025, ha sido detenida en múltiples ocasiones. Junto con otros wikipedistas es objeto de un proceso penal no especificado. Ha sido reconocida como presa política por organizaciones de derechos humanos.

## Biografía
Nació y se crió en Slutsk. Asistió a la Escuela Secundaria n.º 10 nombrada tras S. F. Rubanau. En 2005, se graduó en la Facultad de Tecnología de la Información y Robótica de la Universidad Técnica Nacional de Bielorrusia con un título en Robótica.
Ha estado editando activamente Wikipedia desde 2009 bajo el seudónimo «Хомелка» (Khomelka). En 2010, se convirtió en administradora de la Wikipedia bielorrusa. Escribe principalmente sobre la historia y la cultura de Bielorrusia, personajes destacados, monumentos arquitectónicos y la flora y fauna bielorrusas. Más de veinte de sus artículos han sido reconocidos con la calificación de «buenos» o «artículos destacados», además de ser autora de miles de artículos y realizar cientos de miles de ediciones. Representó a la Wikipedia bielorrusa en Wikimania 2014 en Londres.
Además de Wikipedia, también ha colaborado con Wikisource y Wikimedia Commons.

## Persecución
El 17 de abril de 2025, Volha dejó de responder a los mensajes y de editar artículos. Había sido detenida y posteriormente puesta en libertad. El 7 de mayo fue detenida de nuevo y condenada a 10 días de prisión en el centro de detención de Okrestina. Se desconoce la naturaleza de los cargos. Sitnik forma parte de una causa penal en la que están implicados otros administradores de la Wikipedia bielorrusa que fueron encarcelados. En junio de 2025, se enviaron varios mensajes sobre la búsqueda de fotógrafos para eventos de protesta en chats de Telegram de la diáspora desde la cuenta de Volha, que había sido confiscada por las fuerzas de seguridad. El 23 de julio de 2025, fue reconocida como presa política por organizaciones de derechos humanos bielorrusas.

## Vida personal
Sitnik está casada y tiene tres hijos: una hija mayor, Hanna, y dos hijas gemelas menores). En el momento de su detención en 2025, todos eran menores de edad.